# ホルヘ・グリファ
ホルヘ・ベルナルド・グリファ・モンフェローニ（Jorge Bernardo Griffa Monferoni、1935年5月7日 - 2024年1月15日）は、アルゼンチン・カルシダ出身の元サッカー選手。現役時代のポジションはDF。
1960年代、レアル・マドリードが欧州を席巻していた時代にアトレティコ・マドリードにてリーグタイトル、3度の国内カップタイトル獲得に貢献した選手。また、アルゼンチン代表やアスレティック・ビルバオ、リーズ・ユナイテッドFCを率いたマルセロ・ビエルサに指導者としての道を示したのがグリファである。
2024年1月15日に死去。88歳没。

## タイトル
アトレティコ・マドリード
- コパ・デル・レイ : 3回 (1959-60, 1960-61, 1964-65)
- UEFAカップウィナーズカップ : 1回 (1961-62)
- ラ・リーガ : 1回 (1965-66)